# John Garfield

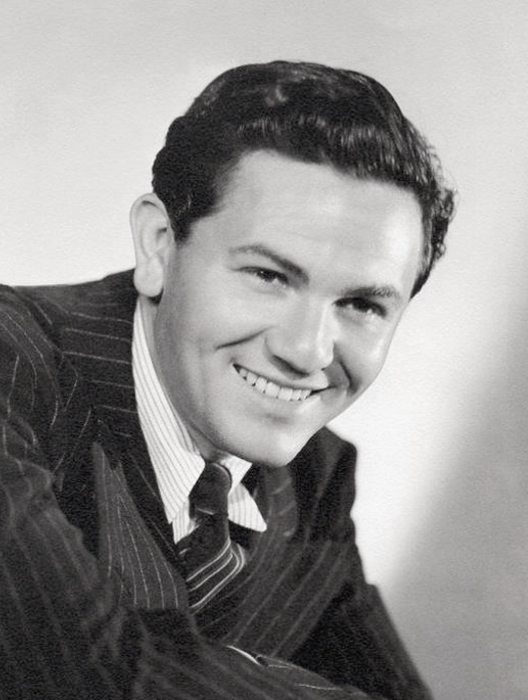
John Garfield (1940er Jahre)

John Garfield (* 4. März 1913 in New York City, New York; † 21. Mai 1952 ebenda; eigentlich Jacob Julius Garfinkle) war ein US-amerikanischer Schauspieler.

## Leben
John Garfield wurde nach dem Tod seiner Mutter im Jahr 1920 von seinem Vater allein groß gezogen, kam jedoch mit dem Tod der Mutter nicht zurecht und wurde an eine Schule für schwererziehbare Kinder gegeben. Hier kam er erstmals in Kontakt mit dem Theater und begann zu boxen, was ihm später auch im Film weiterhalf.
Nach der Schule erhielt er ein Stipendium für die berühmte Schauspielschule der russischen Schauspielerin Maria Ouspenskaya in New York. Ab 1932 spielte er dann professionell Theater und war Mitglied des politisch linksgerichteten freien Theaters Group Theatre. Er hatte seinen Durchbruch in dem Bühnenstück Golden Boy von Clifford Odets, verlor die Rolle bei der Verfilmung jedoch an William Holden. Stattdessen unterschrieb er einen Vertrag bei Warner Brothers, wo er jedoch rasch auf die Rolle des Underdogs, Rebellen und Gangsters festgelegt wurde. Zu den wenigen anspruchsvollen Rollen bis Mitte der 1940er Jahre gehörten die des Frank Chambers in Im Netz der Leidenschaften neben Lana Turner und die des Geigenvirtuosen in Humoreske an der Seite von Joan Crawford. Beginnend mit Im Netz der Leidenschaften trat Garfield zunehmend in Film noirs auf.
Garfield, ein überzeugter Linker, engagierte sich auch sozial und politisch. Auf seine Initiative eröffneten er und Bette Davis mit Unterstützung und Spenden aus allen Kreisen Hollywoods im Oktober 1942 die Hollywood Canteen, in der die größten Stars aller Showbranchen umsonst auftraten, um amerikanische Soldaten zu unterhalten, bevor diese in den Krieg ziehen mussten. Die Soldaten erhielten freien Eintritt und konnten umsonst essen und trinken. Als die Hollywood Canteen an Thanksgiving im November 1945 schloss, waren über 3000 Künstler vor etwa drei Millionen Soldaten aufgetreten. Die Institution und die Geschichte des einmillionsten Besuchers wurden bereits 1944 in dem Film Hollywood-Kantine verewigt, in dem viele Stars Cameo-Auftritte hatten.
Im Zuge der Verfolgungen in der McCarthy-Ära warf man ihm aufgrund seines linksgerichteten Engagements vor, ein Sympathisant und Parteimitglied der Kommunisten zu sein. Garfield weigerte sich 1951 vor dem Komitee für unamerikanische Umtriebe, die Namen linker Weggefährten zu nennen, und konnte fortan nur noch am Theater arbeiten.

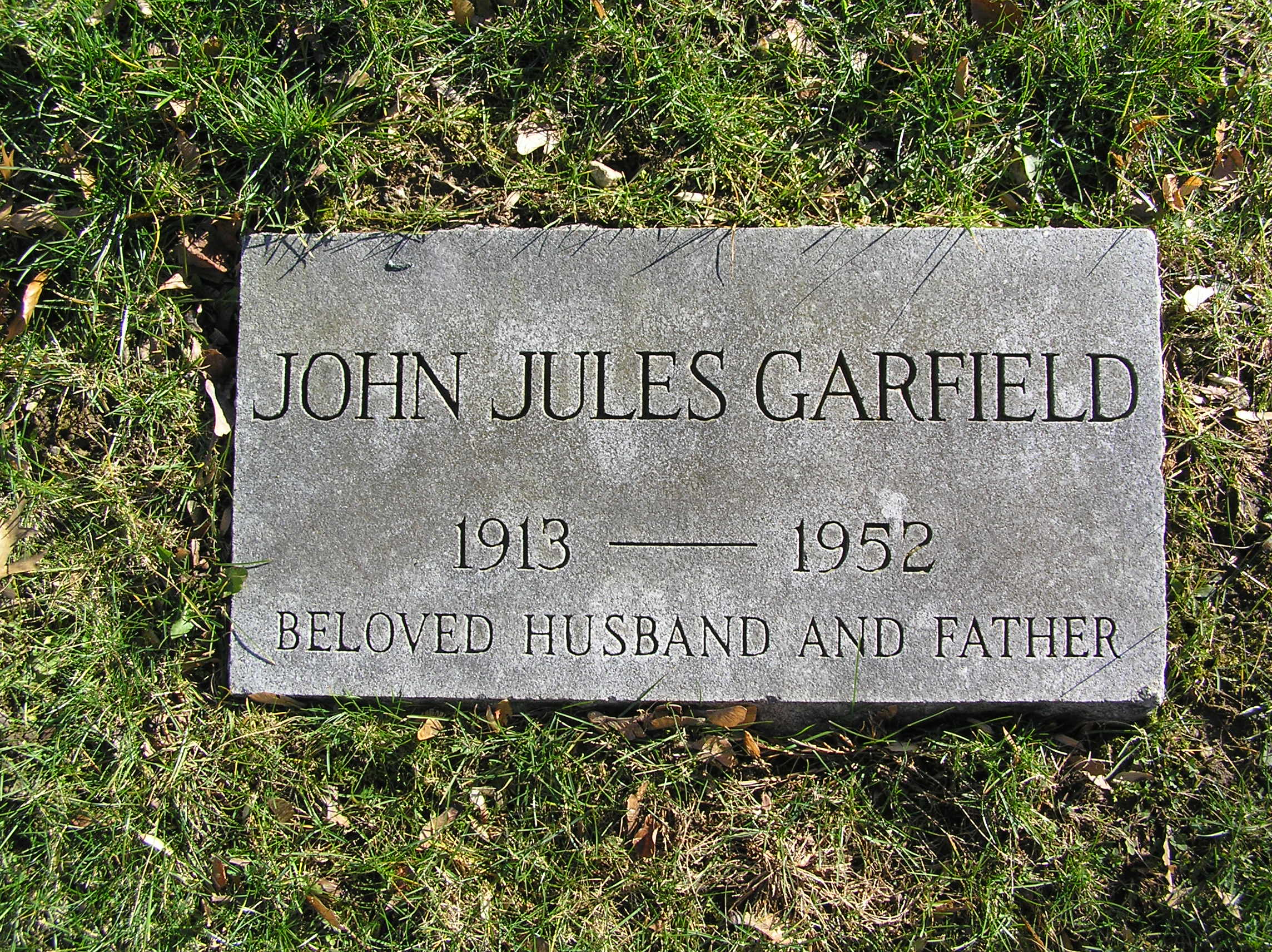
Garfields Grab

Garfield war ab 1935 verheiratet und Vater dreier Kinder, von denen die älteste Tochter 1945 im Alter von acht Jahren starb. Seine Frau trennte sich von ihm, was ihn in eine tiefe Depression stürzte und zu Herzproblemen führte, die 1952 zu seinem frühen Tod beitrugen. Sein Grab befindet sich auf dem Westchester Hills Cemetery in Hastings-on-Hudson im Bundesstaat New York.
John Garfield war zweimal für einen Oscar nominiert, erhielt die Trophäe jedoch nicht. Seine erste Nominierung erhielt er direkt für sein Filmdebüt in der Michael-Curtiz-Komödie Vater dirigiert. Ihm zu Ehren gibt es seit 1960 einen Stern auf dem Hollywood Walk of Fame (7065 Hollywood Boulevard).

## Filmografie
- 1938: Vater dirigiert (Four Daughters)
- 1938: Swingtime in the Movies (Kurzfilm, Gastauftritt)
- 1939: Zum Verbrecher verurteilt (They Made Me a Criminal)
- 1939: Allein gegen die Unterwelt (Blackwell’s Island)
- 1939: Juarez
- 1939: Vier Töchter räumen auf (Daughters Courageous)
- 1939: Weg aus dem Nichts (Dust Be My Destiny)
- 1939: Four Wives
- 1940: Castle on the Hudson
- 1940: Saturday’s Children
- 1940: Das Ultimatum für Bohrturm L 9 (Flowing Gold)
- 1940: East of the River
- 1941: Der Seewolf (The Sea Wolf)
- 1941: Ufer im Nebel (Out of the Fog)
- 1941: Dangerously They Live
- 1942: Tortilla Flat
- 1943: In die japanische Sonne (Air Force)
- 1943: The Fallen Sparrow
- 1943: Thank Your Lucky Stars (Gastauftritt)
- 1943: Bestimmung Tokio (Destination Tokyo)
- 1944: Zwischen zwei Welten (Between Two Worlds)
- 1944: Hollywood-Kantine (Hollywood Canteen) (Gastauftritt)
- 1945: Pride of the Marines
- 1946: Im Netz der Leidenschaften (The Postman Always Rings Twice)
- 1946: Eine Lady für den Gangster (Nobody Lives Forever)
- 1946: Humoreske (Humoresque)
- 1947: Jagd nach Millionen (Body and Soul)
- 1947: Tabu der Gerechten (Gentleman’s Agreement)
- 1947: Daisy Kenyon (Gastauftritt)
- 1948: Die Macht des Bösen (Force of Evil)
- 1949: Jigsaw (Gastauftritt)
- 1949: Wir waren uns fremd (We Were Strangers)
- 1950: Under My Skin
- 1950: Menschenschmuggel (The Breaking Point)
- 1951: Steckbrief 7-73 (He Ran All the Way)